# اولینا
اولینا (به رومانیایی: Oină) ورزش سنتی رومانیایی و از دسته ورزش‌های امن پناه است که قوانینی مشابه با ورزش بیسبال دارد. در هر بازی دو تیم به مصاف هم می روند. هر تیم دارای ۱۱ بازیکن می‌باشد . زمین مستطیل شکل این ورزش طولی به اندازهٔ ۷۰ متر و عرضی به اندازهٔ ۳۲ متر دارد. فدراسیون رومانیایی این ورزش در سال ۱۹۳۲ ایجاد شد.